# Naturschutzgebiet Remberg

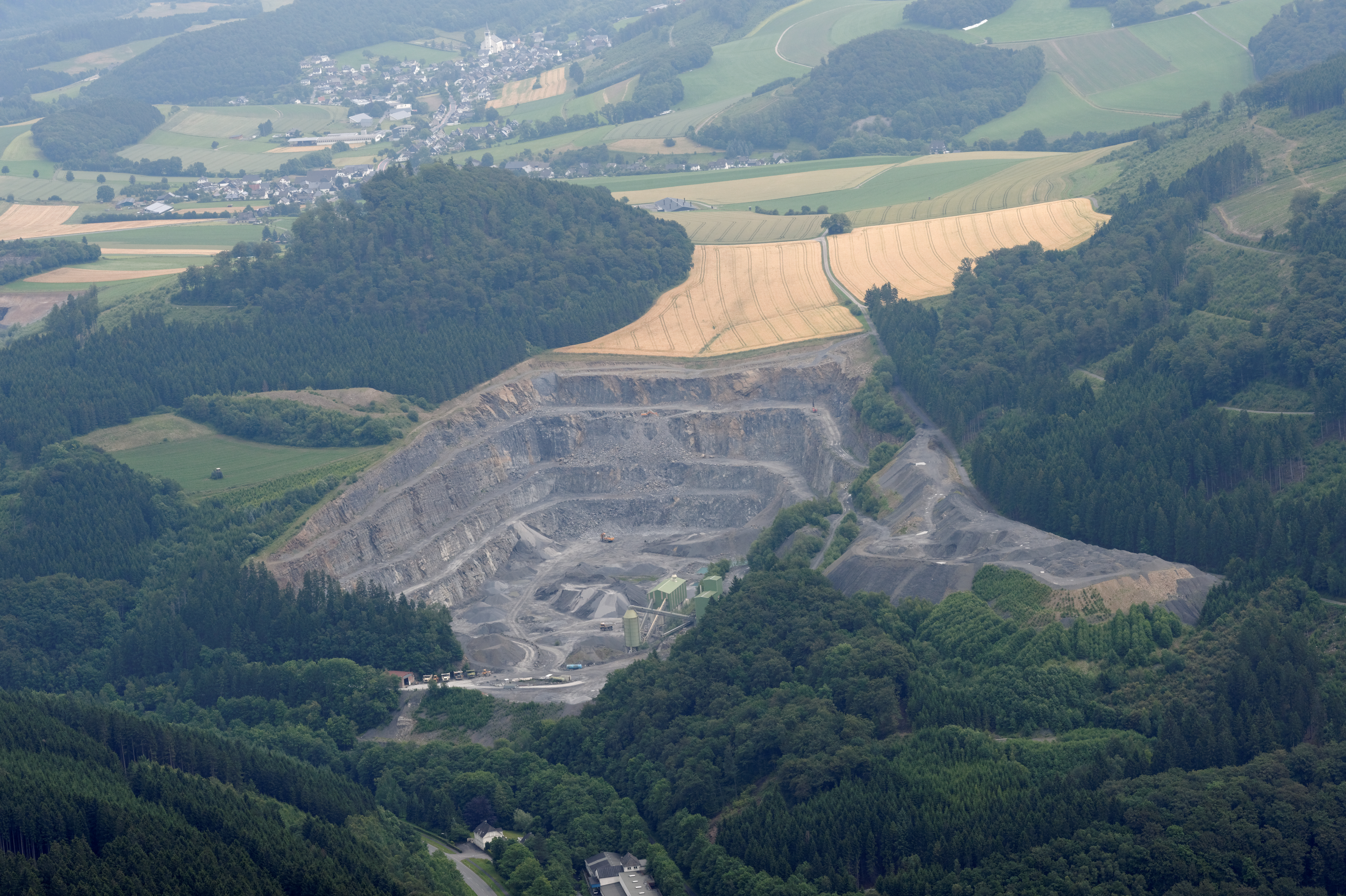
NSG Remberg (Wald rechts hinten) mit Umgebung

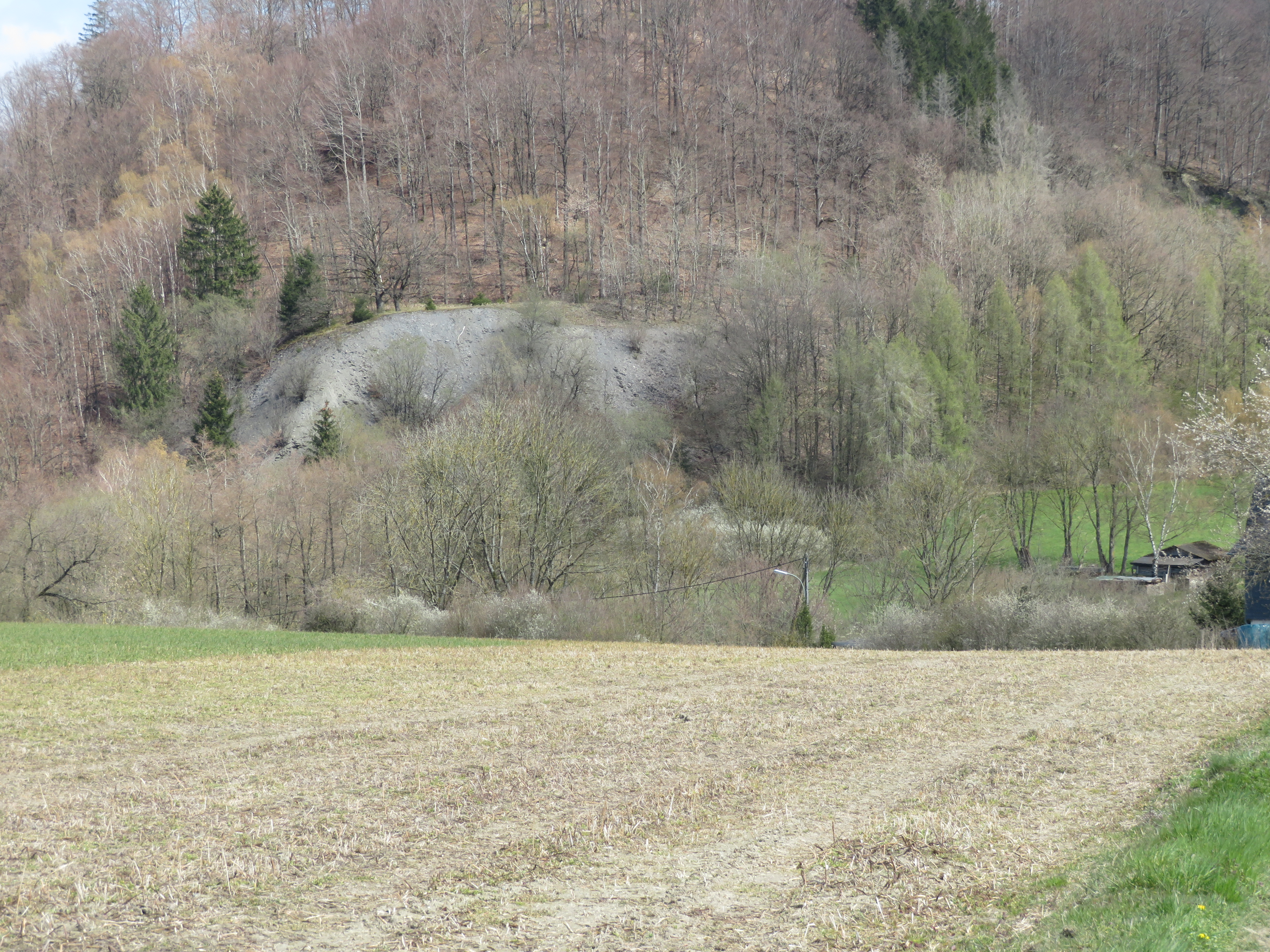
NSG Remberg

Das Naturschutzgebiet Remberg mit einer Flächengröße von 5,26 ha liegt südlich von Wallen im Stadtgebiet von Meschede. Das Gebiet wurde 1994 durch den Kreistag des Hochsauerlandkreises mit dem Landschaftsplan Meschede als Naturschutzgebiet (NSG) mit einer Flächengröße von 1,8 ha ausgewiesen. Bei der Neuaufstellung des Landschaftsplanes Meschede wurde das NSG dann erneut ausgewiesen und erheblich vergrößert.

## Gebietsbeschreibung
Beim Naturschutzgebiet handelt es sich um einen ehemaligen Tonschiefer-Steinbruch und Waldflächen am Remberg. Im Steinbruch gibt es Magerrasen, welche teilweise beweidet werden.
Beim NSG handelt es sich um einen langgestreckten Diabaszug auf dem ein Buchenwald stockt, dem Traubeneiche, Kirsche, Birke und Hainbuche beigemischt sind. Etliche Bäume
lassen noch eine frühere niederwaldartige Nutzung erkennen. Die Steinbruchsohle wurde mit einer Ahorn-Aufforstung rekultiviert. Der Südosten des NSG sind einzelne Fichten und Pappeln im Wald beigemischt. Im NSG kommen seltene Tier- und Pflanzenarten vor.
Am Remberg wurden ab 1909 Schieferplatten abgebaut, die man zu Fensterbänke, Billardplatten oder Seziertische verarbeitete. Die  Schieferplatten wurden im Tagebau mit Preßluftwerkzeugen abgebaut. In der Blütezeit arbeiteten 50 Männer aus der Umgebung in dem Steinbruch. 1938 wurde die Schiefergrube in Wallen endgültig stillgelegt. 1977/78 wurden die Gebäude mit Erdmasse verschüttet. Da der weiche Wallener Schiefer kaum natürliche Aufschlüsse bildet, ist der Steinbruch als Typuslokalität geologisch besonders bedeutsam.

## Schutzzweck
Zum Schutzzweck des NSG führt der Landschaftsplan neben den normalen Schutzzwecken für alle NSG im Landschaftsplangebiet auf: „Erhaltung eines Biotopmosaiks aus trockenheitsgeprägten Sekundärlebensräumen im Südteil (Steinbruch, offene Haldenflächen, Pionierrasen) sowie einem strukturreichen Waldlebensraum mit Diabaszug, ungleichartiger Baumschicht und Zwergsträuchern in Nordteil; Sicherung eines bedeutsamen geologischen Aufschlusses unter landeskundlichen Aspekten; Schutz von Teilflächen, die der natürlichen Entwicklung überlassen sind.“

## Zusätzliche Entwicklungsmaßnahmen im NSG
Die Gehölzentwicklung unterhalb der Halden soll so gesteuert werden, dass die Magerrasenflächen auf den Halden ausreichend besonnt bleiben. Im Südteil des NSG soll der Müll an verschiedenen Stellen entsorgt werden.